# Socialistische Partij
Socialistische Partij (SP) er et nederlandsk socialistisk  parti. Partiet blev grundlagt i 1971 som et maoistisk parti, men forlod i 1991 formelt «marxisme-leninisme» som grundlag, efter i praksis at være gået bort fra disse dogmer længe før. I 1994 fik partiet sine første parlamentsmedlemmer, og i 1999 fik det valgt sit første medlem i EU-parlamentet, hvor partiet er medlem af venstregruppen GUE-NGL, Det forende europæiske venstre-Nordiske grønne venstre.

## Historie
Socialistische Partij blev grundlagt den 22. oktober 1971 som et maoistisk parti, partiet var dannet på baggrund af en splittelse i "Kommunistiese Eenheidsbeweging Nederland (marxisties-leninisties)". Oprindeligt hed partiet Nederlandenes Kommunistiske Parti/Marxister-Leninister, men partiet skiftede i 1972 navn til Socialistiese Partij (Socialistisk Parti).
I 1991 forlod partiet formelt «marxisme-leninisme» som grundlag, efter i praksis at være gået bort fra disse dogmer længe før. Partiet beskriver sig selv som socialistisk eller social demokratisk.
I 1994 fik partiet sine første parlamentsmedlemmer, og i 1999 fik det valgt sit første medlem i EU-parlamentet. Partiets bedste valgresultat var ved valget til Tweede Kamer den 22. november 2006, partiet blev landets tredje største, med en vælgeropbakning på 16,6% af stemmerne og 25 folkevalgte repræsentanter.
Ved Europa-Parlamentsvalget i Holland i 2014 opnåede partiet to pladser til Europa-Parlamentet.

## Partileder
- Hans van Hooft (22. oktober 1971 – 20. maj 1988)
- Jan Marijnissen (20. maj 1988 – 20. juni 2008)
- Agnes Kant (20. juni 2008 – 5. marts 2010)
- Emile Roemer (5. marts 2010 – 13. december 2017)
- Lilian Marijnissen (13. december 2017 – )

## Valgresultater
| Valg | Mandater | Stemmer i procent | Stemmer i procent |
| ---- | -------- | ----------------- | ----------------- |
| 2012 | 15       | 9,7 %             |                   |
| 2010 | 15       | 9,9 %             |                   |
| 2006 | 25       | 16,6 %            |                   |
| 2003 | 9        | 6,3 %             |                   |
| 2002 | 9        | 5,9 %             |                   |
| 1998 | 5        | 3,5 %             |                   |
| 1994 | 2        | 1,3 %             |                   |